# Mares Rossmann
Marés Rossmann, auch: Marès Rossmann, (* 29. Dezember 1953 in Villach) ist eine österreichische Politikerin (FPK, früher FPÖ bzw. BZÖ).

## Leben und Wirken
Marés Katharina Johanna Rossmann studierte von 1975 bis 1980 an der Universität Graz Betriebswirtschaft (ohne Studienabschluss). Sie war von 1980 bis 1996 Gastronomin in Graz, von 1993 bis 1994 war sie Mitglied des Gemeinderats in Graz.
Von 1994 bis 1998 gehörte sie als Abgeordnete dem Nationalrat an. 1998 wurde sie Stadträtin in Graz. Von 2000 bis 2003 war sie Staatssekretärin für Tourismus im Bundesministerium für Wirtschaft und Arbeit und anschließend wieder Abgeordnete zum Nationalrat. Aus dieser Funktion schied sie am 29. Oktober 2006 aus. Von 13. Dezember 2006 bis 2013 war Rossmann Abgeordnete zum Kärntner Landtag und Bereichssprecherin für Bildung, Schule und Tierschutz des Freiheitlichen Landtagsklubs.

## Schriften
- Freiheitliche Initiative Tourismus (= Freie Argumente. Bd. 97, 2d, ZDB-ID 620497-1). Freiheitliche Akademie, Wien 1997.
- Soziale Kompetenz und Schule. In: Erziehung & Unterricht. Bd. 155, Nr. 3/4, 2005, ZDB-ID 216442-5, S. 216 f.

## Auszeichnungen
- 2003: Großes Silbernes Ehrenzeichen am Bande für Verdienste um die Republik Österreich[1]